# Élection présidentielle sud-africaine de 1979
L'élection présidentielle sud-africaine de 1979 a opposé le président par intérim Marais Viljoen, soutenu par le parti national à l'ancien chef du parti uni, De Villiers Graaff soutenu par le nouveau parti républicain, ainsi qu'au vice-chancelier de l'université du Witwatersrand, Guerino Bozzoli, soutenu par le parti progressiste fédéral. Conformément à la constitution sud-africaine de 1961, c'est le collège électoral réunissant les membres du sénat et de la chambre de l'assemblée du parlement sud-africain qui désigne celui qui exercera les fonctions protocolaires de président de l'État (State President) de la république d'Afrique du Sud. G.R. Bozzoli et De Villiers Graaff avaient tous deux été déjà soutenus comme candidat à l'élection présidentielle de septembre 1978. 
L'élection, organisée à la suite de la démission du président John Vorster moins d'un an après son élection, est remportée par Marais Viljoen qui assurait la fonction par intérim depuis le 4 juin. Il entame son mandat le 19 juin 1979, 90 minutes après son élection. 